# Santiago Muñoz
Santiago René Muñóz Robles, ou plus simplement Santiago Muñoz, né le 14 août 2002 à El Paso au Texas, est un footballeur mexicain qui joue au poste d'avant-centre avec Newcastle United ainsi qu'en équipe du Méxique des moins de 17 ans.

## Carrière

### En club
Formé au Santos, à la suite de son mondial réussi avec les moins de 17 ans, son statut attire plusieurs autres club mexicains, même si le jeune joueur avoue viser une carrière européenne.

### En sélection nationale
En octobre et novembre 2019, Santiago Muñoz est sélectionné pour la Coupe du monde des moins de 17 ans au Brésil, où il est le titulaire avec le Mexique sur toutes les rencontres clés. Les Mexicains atteignent la finale de la compétition, ayant déjà été champions en 2005 et 2011. Lors du mondial, Muñoz marque notamment un but remarqué contre le Japon en huitième de finale, élu meilleur but de la compétition.

## Palmarès
Mexique -17 ans
- Championnat de la CONCACAF des moins de 17 ans
  - Vainqueur en 2019.
- Coupe du monde des moins de 17 ans
  - Finaliste en 2019.